# Alternateur de Goldschmidt

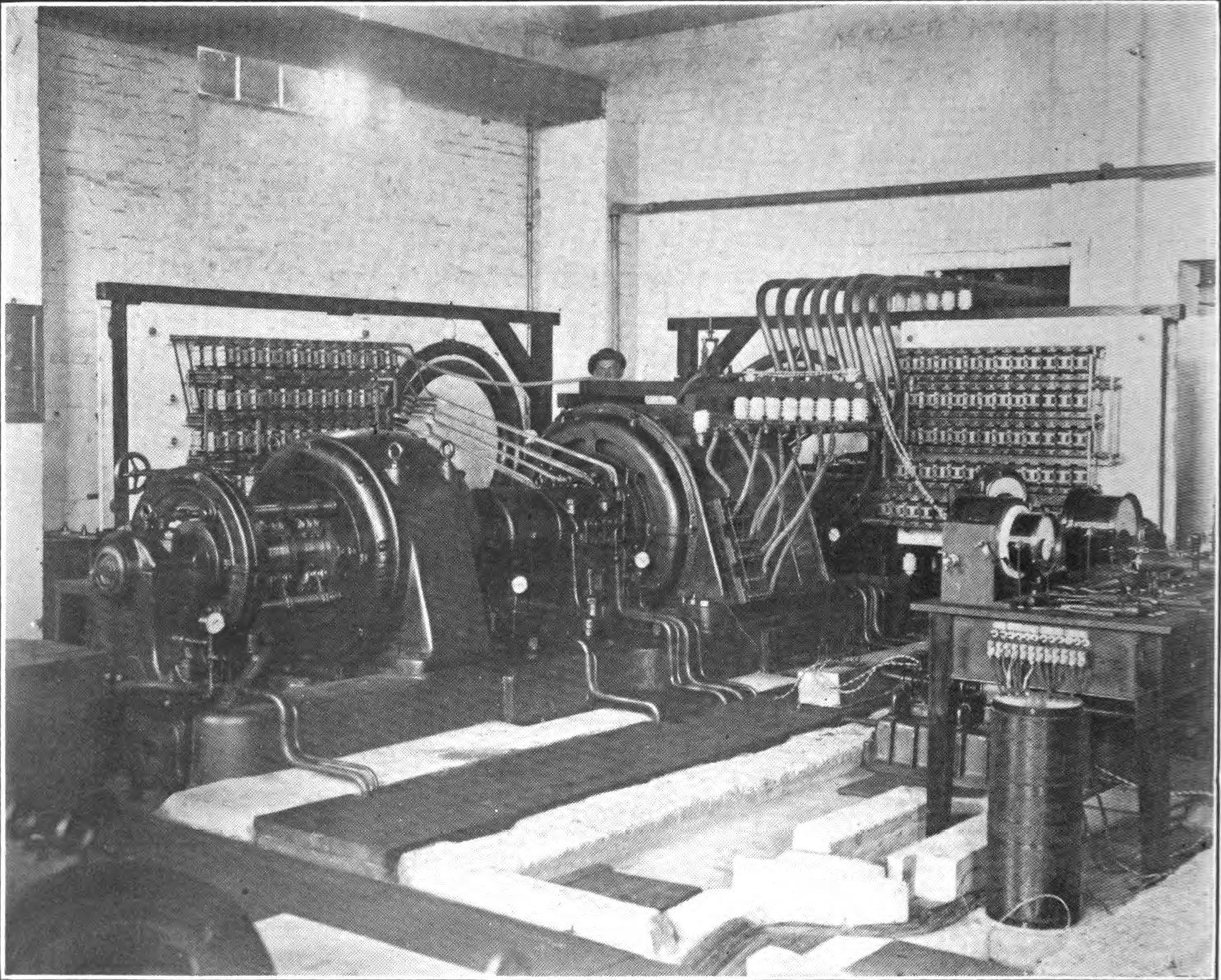
Alternateur de Goldschmidt de 100 kW à Eilvese, Allemagne. Le moteur électrique à courant continu de 250 HP (à droite) fait tourner le rotor de 5 tonnes et de 3 pieds de diamètre (au centre) à 4000 tr/min. Le rotor avait 360 pôles et la fréquence fondamentale de l'alternateur était de 24 kHz. Des circuits "réflecteurs" compliqués (batteries de condensateurs contre les murs) forçaient la machine à produire un courant alternatif à quatre fois cette fréquence, soit 96 kHz. L'émetteur était utilisé pour le trafic transatlantique de radiotélégraphie, échangeant des messages en code morse avec une station de Goldschmidt similaire située à Tuckerton, dans le New Jersey, aux États-Unis. Pendant la Première Guerre mondiale, il s'agissait du principal canal de communication de l'Allemagne avec le monde extérieur, et il a été utilisé pour les négociations diplomatiques entre Woodrow Wilson et Kaiser Wilhelm II qui ont abouti à l'Armistice.

L'alternateur de Goldschmidt ou alternateur à réflecteur, inventé en 1908 par l'ingénieur allemand Rudolf Goldschmidt, était une machine tournante qui générait un courant alternatif avec une fréquence radio BF et qui était utilisé comme émetteur radio. Les alternateurs radio comme celui inventé par Goldschmidt ont été parmi les premiers émetteurs radio à onde continue. Comme l'alternateur d'Alexanderson similaire, il a été utilisé brièvement autour de la Première Guerre mondiale dans quelques transmissions à ondes longues de haute puissance. Les transmissions radio à ondes longues ont été utilisées pour transmettre le trafic transocéanique de la radiotélégraphie, jusqu'aux années 1920, lorsqu'elles ont été rendues obsolètes par les transmetteurs à tube à vide.

## Description
Bien que l'appareil soit un émetteur radio, il ressemble à un générateur électrique utilisé pour produire de l'énergie électrique dans une centrale électrique. Comme d'autres générateurs, il se compose d'un rotor de plusieurs pieds de diamètre, enroulé avec des bobines de fil, qui tourne à l'intérieur d'un cadre stationnaire appelé stator qui possède ses propres bobines.
L'interaction entre les champs magnétiques du rotor et du stator produisait des courants de radiofréquence dans les enroulements du stator, qui étaient appliqués à l'antenne.
Un alternateur à radiofréquence diffère d'un générateur électrique ordinaire dans la mesure où, pour produire un courant alternatif d'une fréquence suffisamment élevée pour créer des ondes radio (courant radiofréquence), il tourne beaucoup plus vite et possède beaucoup plus de "pôles" magnétiques sur le rotor et le stator, généralement de 300 à 600. L'alternateur de Goldschmidt était actionné par un puissant moteur électrique à courant continu fixé à l'arbre, par l'intermédiaire d'un jeu d'engrenages qui augmentait la vitesse du moteur à plusieurs milliers de tours par minute. L'avantage de la conception de Goldschmidt était qu'en utilisant des batteries de condensateurs externes "réflecteurs" qui faisaient que la fréquence de sortie était un  harmonique multiple de la vitesse de rotation de l'alternateur, cela permettait de maintenir la vitesse de rotation plus basse, simplifiant la conception mécanique. Les émetteurs de Goldschmidt fonctionnaient à des fréquences d'ondes longues (en LF et VLF) d'environ 20 à 100 kHz.
Les machines de Goldschmidt ont été utilisées de 1910 à 1930 environ comme émetteurs dans quelques stations radio à ondes longues centrales de la "superpuissance", qui n'étaient pas utilisées pour la radiodiffusion mais pour la télégraphie sans fil, pour transmettre des  messages télégraphiques en code Morse à des stations similaires dans d'autres nations à travers le monde. Seuls les transmetteurs à alternateur comme celui de Goldschmidt et celui d'Alexanderson pouvaient produire les puissances élevées (50 à 200 kW) nécessaires pour communiquer de manière fiable sur des distances transocéaniques. Le modèle de Goldschmidt était moins répandu et était surtout utilisé dans les stations européennes. Les stations elles-mêmes ressemblaient à une centrale électrique, avec de gros moteurs électriques faisant tourner des alternateurs bourdonnants, qui étaient reliés par d'énormes bobines de charge à d'énormes systèmes d'antennes filaires s'étendant sur des kilomètres, suspendus à des pylônes en acier.

## Histoire

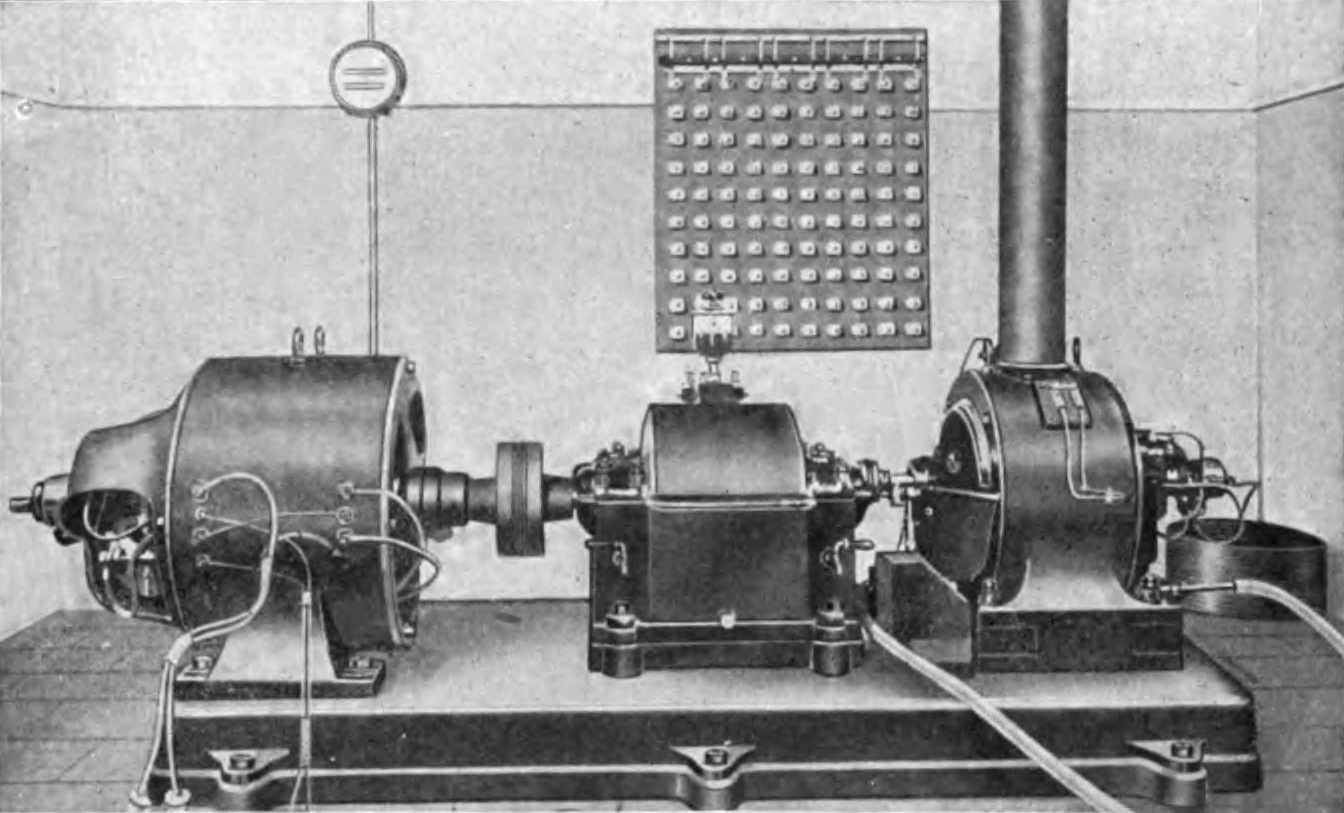
Alternateur de Goldschmidt de 12.5 kW installé en 1910 dans une station radio à Eberswalde, en Allemagne. Il avait une puissance de sortie de 12.5 kW à une fréquence de 30 kHz, ou de 8 à 10 kW à 60 kHz. Il se compose d'un moteur électrique à courant continu (à gauche) entraînant l'alternateur (à droite) par l'intermédiaire d'un réducteur (au centre) qui augmente la vitesse de rotation.

### Alternateurs radio
Vers 1900, on s'est rendu compte que la technologie existante pour générer des ondes radio, l'émetteur à étincelles, était inadéquate parce qu'elle générait des ondes amorties. Des efforts ont été faits pour concevoir un émetteur qui générerait des "ondes continues" sinusoïdales, parce qu'elles pourraient être reçues à plus longue distance, et qui pourrait également être modulé pour transmettre un signal audio (voix) en plus du code morse. En 1891, Frederick Trouton a fait remarquer que si un générateur de courant alternatif (alternateur), qui produit du courant alternatif, pouvait être construit pour fonctionner suffisamment vite, avec suffisamment de pôles magnétiques sur son armature, il générerait un courant alternatif dans la gamme des fréquences radio. Si {\displaystyle P} est le nombre de paires de pôles et {\displaystyle U} la vitesse de rotation en tours par seconde, la fréquence {\displaystyle f} en hertz du courant produit par un alternateur est la suivante :
{\displaystyle f=P.U\,}
Un certain nombre de chercheurs, à commencer par Elihu Thomson et Nikola Tesla, ont essayé de construire des alternateurs radio, mais ils ont été incapables de produire des fréquences supérieures à 15 kHz en raison des problèmes d'ingénierie liés à la construction d'une machine avec de nombreux pôles qui tournerait suffisamment vite. En 1906, Reginald Fessenden et Ernst Alexanderson de General Electric ont commencé à résoudre les problèmes et à construire des alternateurs capables de produire des fréquences dans la gamme radio, au-dessus de 20 kHz.  Cependant, l'alternateur d'Alexanderson fonctionnait à des vitesses extrêmement élevées ; pour atteindre 100 kHz avec un rotor de 300 pôles, il fallait une vitesse de rotor de 20 000 tours par minute, ce qui était à la limite des capacités techniques de l'époque. Il fallut attendre 1916 pour que les machines d'Alexanderson atteignent la puissance élevée nécessaire pour les communications transatlantiques, et elles étaient extrêmement complexes et coûteuses.

### La machine de Goldschmidt

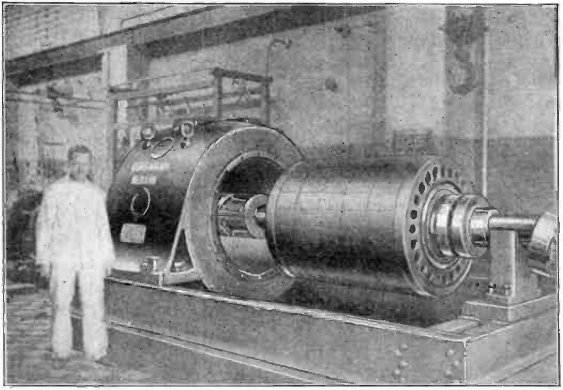
Rotor de la machine à Eilvese (1924).

En 1908, l'ingénieur de Westinghouse Rudolf Goldschmidt a conçu une méthode complexe pour permettre à un alternateur de générer des fréquences élevées sans nécessiter de vitesses excessives. Sa technique consistait à exploiter la résonance et la saturation non-linéaire du rotor en fer pour utiliser l'alternateur comme multiplicateur de fréquence ainsi que comme générateur,,. En attachant des circuits accordés appelés circuits "réflecteurs" aux enroulements du stator et du rotor, Goldschmidt a découvert qu'un alternateur pouvait être amené à produire une puissance de sortie à un multiple (harmonique) de sa fréquence de rotation fondamentale {\displaystyle P.U}. La fréquence de sortie de l'alternateur de Goldschmidt était la suivante
{\displaystyle f=N.P.U\,}
où {\displaystyle N} est un petit nombre entier, le nombre harmonique {\displaystyle N} était limité à 4 dans la plupart des machines pratiques, car les pertes dues aux fuites de flux augmentaient rapidement avec l'augmentation de {\displaystyle N}. Ainsi, une machine de Goldschmidt de 100 kHz avec {\displaystyle P} = 300 pôles nécessiterait une vitesse de rotor de seulement {\displaystyle U} = 5000 RPM, soit un quart de celle d'une machine d'Alexanderson équivalente. Un rendement de 80 % pourrait être atteint, mais pour maintenir la fuite de flux suffisamment basse, la machine nécessiterait un espace très étroit de 0,8 mm entre le stator et le rotor, qui pourrait peser 5 tonnes et se déplacer à une vitesse périphérique de 200 mètres par seconde,. Un autre défi était que pour réduire les pertes par hystérésis dans le rotor en fer aux fréquences radio, celui-ci devait être constitué de feuilles très fines, d'une épaisseur de 0,05 mm (.002 in), séparées par des feuilles de papier, de sorte que le rotor était composé de plus d'un tiers de papier. Aucun rotor de cette construction n'avait jamais été utilisé dans une grande machine. La limite de la fréquence de sortie des alternateurs de Goldschmidt, ainsi que d'autres technologies d'alternateurs, était d'environ 200 kHz. Les problèmes mécaniques ont finalement limité l'utilisation des machines Goldschmidt.

### Utilisation
La machine a été développée et fabriquée par la société allemande Hochfrequenz-Maschinen Aktiengesellschaft für Drahtlose Telegraphie ("Homag") et a été principalement utilisée en Europe. La machine de Goldschmidt, comme celle d'Alexanderson et d'autres transmetteurs à alternateur, était principalement utilisée pour les stations à ondes longues de grande puissance qui transmettaient des messages de radiotélégraphie, à la fois des stations commerciales qui géraient le trafic privé et des stations navales qui permettaient aux gouvernements de rester en contact avec leurs colonies et leurs flottes navales. La première machine de  Goldschmidt au Royaume-Uni, un émetteur de 12 kW, 60 kHz a été installée à Stough en 1912. Une unité de 100 kW, 400 pôles (en haut de page) a été mise en service à Eilvese, Neustadt am Rübenberge, en Allemagne, et la première machine aux États-Unis était une unité similaire de 120 kW, 400 pôles, 40,5 kHz à Tuckerton, New Jersey. La machine à Eilvese était le principal canal de communication de l'Allemagne avec le monde pendant la Première Guerre mondiale, et a été utilisée par l'empereur Guillaume II et le président américain Woodrow Wilson pour négocier l'armistice qui a mis fin à la guerre.
L'apogée des grands émetteurs radio à alternateur se situe aux alentours de 1918. La Première Guerre mondiale avait fait prendre conscience aux nations de l'importance stratégique des communications radio, car sans elles, elles pouvaient facilement être isolées par des ennemis coupant leurs câbles télégraphiques sous-marins. Cela a précipité le boom de la construction de grandes stations radio transcontinentales à alternateur dans l'après-guerre. Cependant, ces mastodontes coûteux étaient obsolètes alors même qu'ils étaient installés. L'invention de la lampe triode en 1906 par Lee De Forest, et du circuit oscillateur électronique en 1912 par Edwin Armstrong et Alexander Meissner a rendu possible des émetteurs à tube à vide plus petits et moins chers qui, à la fin de la Première Guerre mondiale, pouvaient produire autant d'énergie radio que les alternateurs. En 1921, la société Marconi avait installé des émetteurs à tube à vide de 100 kW pour le trafic de messages transatlantiques dans ses stations de Carnarvon, au Pays de Galles, et de Glace Bay, à Terre-Neuve. En raison de leurs énormes coûts d'investissement, les anciens émetteurs à alternateur sont restés en usage pendant les années 1930 et ont été utilisés pendant la Seconde Guerre mondiale pour communiquer avec les sous-marins. On ne sait pas quand la dernière machine de Goldschmidt a été mise hors service.

## Autres alternateurs radio
L'alternateur de Goldschmidt était l'un des nombreux types de machines rotatives "à fréquence radio" utilisées comme émetteurs radio pendant les deux premières décennies du 20e siècle,
,,. Les émetteurs à alternateur produisaient un signal plus "propre" avec moins d'harmoniques que leur principal concurrent, l'émetteur à arc Poulsen, de sorte qu'ils étaient utilisés dans les stations de radiotélégraphie les plus puissantes. Les machines différaient par la façon dont elles résolvaient le problème fondamental de produire des fréquences suffisamment élevées sans dépasser les capacités mécaniques des machines tournantes :
- Alternateur d'Alexanderson - Inventée par Ernst Alexanderson chez General Electric en 1911, cette machine avait un rotor qui tournait à une vitesse suffisamment élevée pour produire directement le signal de radiofréquence[4]. C'était probablement le type le plus utilisé. Cependant, la vitesse de rotation élevée requise, environ 20 000 tours par minute[4], rendait la conception mécanique très compliquée, nécessitant un stator refroidi à l'eau et une lubrification forcée à l'huile. La mise au point de l'alternateur d'Alexanderson a pris 10 ans et a été très coûteuse. Il a été produit par General Electric et utilisé par sa filiale RCA et par la marine américaine.
- Alternateur de Bethenod-Latour - Inventé par Joseph Bethenod et Marius Latour à la Société Française Radio-électrique, cette machine avait deux ou trois rotors sur le même arbre[3]. Le courant de sortie du premier rotor, à la fréquence fondamentale {\displaystyle f=P.U} était appliqué aux bobines de champ du deuxième rotor, produisant un courant à la fréquence {\displaystyle 2f}. La sortie du deuxième rotor a été appliquée aux bobines de champ du troisième rotor, produisant une sortie à {\displaystyle 3f}. Le rotor nécessitait une lubrification forcée à l'huile et le boîtier devait être partiellement évacué pour réduire les frottements. A St. Assise à Paris, des machines de Bethenod de 25 kW, 250 kW, 500 kW étaient utilisées[3].
- Alternateur de Joly-Arco - Dans cette machine, inventée par Georg von Arco vers 1911, l'alternateur produisait son signal à une fréquence fondamentale plus basse, et la fréquence était multipliée 2 à 4 fois dans des doubleurs de fréquence magnétique séparés [3], inventés par Vallauri[10] et Maurice Joly[11] en 1911[12] un transformateur non linéaire dont le noyau de fer était magnétisé par un courant continu dans un enroulement auxiliaire, ce qui produisait une harmonique de la fréquence fondamentale[4]. Ce dispositif a été développé par Telefunken/AEG[3] et a été installé dans leurs stations de télégraphie sans fil transatlantique à Sayville, Long Island, USA et à Buenos Aires, Argentine[4],[13]. Parmi les plus grands, on peut citer deux alternateurs de 400 kW installés en 1916 à la station d'émission de Nauen, Nauen, Allemagne, qui généraient un signal de 6 kHz à 1200 ampères avec un alternateur de 7 tonnes de 1,65 m de diamètre tournant à 1500 RPM, qui était porté à 24 kHz avec deux doubleurs magnétiques refroidis à l'huile. Nauen était le principal canal de communication de l'Allemagne pendant la guerre, et les alternateurs ont été utilisés tout au long de la Seconde Guerre mondiale pour communiquer avec les sous-marins.